# Phytomyptera triste
Phytomyptera triste là một loài ruồi trong họ Tachinidae.